# Madonna col Bambino in trono e i santi Giuseppe, Girolamo, Antonio abate e Rocco
Madonna col Bambino in trono e i santi Giuseppe, Girolamo, Antonio abate e Rocco è un affresco staccato del pittore veronese Francesco Morone conservato nel museo di Castelvecchio a Verona.
L'opera è datata al 1515, poco prima della realizzazione delle portelle dell'organo della chiesa di Santa Maria in Organo  (realizzate in collaborazione con Girolamo dai Libri), con le quali condivide alcune caratteristiche stilistiche.
Citata da Giorgio Vasari che ne testimonia l'originale collocazione sulla facciata di una casa nei pressi di ponte Navi a Verona, nell'attuale via san Paolo al civico 3, l'affresco venne staccato nel 1875 da Pietro Nanin. Le operazioni di stacco non inclusero una veduta di ponte Navi, situata sotto l'opera di Morone; di questa veduta oggi sopravvive solalmente una torre ai piedi della Vergine, mentre il resto lo conosciamo solo attraverso uno schizzo realizzato da Giovan Battista Cavalcaselle. Il successivo restauro ad opera di Lorenzo Muttoni venne poi criticato dallo stesso Cavalcaselle.